# Tyler Pitlick
Tyler Joseph Pitlick (* 1. November 1991 in Minneapolis, Minnesota) ist ein US-amerikanischer Eishockeyspieler, der seit Juli 2025 bei den Minnesota Wild in der National Hockey League (NHL) unter Vertrag steht und für deren Farmteam, die Iowa Wild, in der American Hockey League (AHL) spielt. Zuvor war der rechte Flügelstürmer bereits für die Edmonton Oilers, Dallas Stars, Philadelphia Flyers, Arizona Coyotes, Calgary Flames, Canadiens de Montréal, St. Louis Blues und New York Rangers in der NHL aktiv.

## Karriere
Tyler Pitlick besuchte die Centennial High School in seiner Heimat Minnesota und spielte parallel für deren Eishockeyteam in der regionalen High-School-Liga. Dort erzielte er in seinem letzten Jahr, der Saison 2008/09, 64 Scorerpunkte in nur 25 Spielen, bevor er sich im Herbst 2010 an der Minnesota State University, Mankato einschrieb und dort Sportmanagement studierte. Zugleich nahm der Angreifer mit den Minnesota State Mavericks am Spielbetrieb der National Collegiate Athletic Association (NCAA) teil und kam dort auf elf Tore und acht Vorlagen in 38 Spielen. Im anschließenden NHL Entry Draft 2010 wählten ihn die Edmonton Oilers an 31. Position aus, ehe sich Pitlick im Sommer 2010 zu einem Wechsel in die Western Hockey League entschloss, eine der drei großen kanadischen Juniorenligen. Dort schloss er sich den Medicine Hat Tigers an und erreichte in der Spielzeit 2010/11 einen Punkteschnitt von über 1,0 (62 in 56 Spielen). Im Anschluss statteten ihn die Oilers im April 2011 mit einem Einstiegsvertrag aus, sodass er fortan für deren Farmteam, die Oklahoma City Barons, in der American Hockey League (AHL) auflief.
Pitlick verbrachte zwei volle Saisons in Oklahoma City, bevor er zu Beginn der Saison 2013/14 bei den Oilers sein Debüt in der National Hockey League (NHL) gab. Im Laufe der Saison absolvierte er 10 NHL-Spiele, kam jedoch weiterhin hauptsächlich in der AHL zum Einsatz. Im Sommer 2014 verlängerten die Oilers seinen auslaufenden Vertrag um ein Jahr, in dem er regelmäßig zwischen NHL und AHL wechselte. Nach einer weiteren Vertragsverlängerung im Sommer 2015 sah der US-Amerikaner in der Saison 2015/16 keine Eiszeit in der NHL, was er auf eine schwache Saisonvorbereitung sowie wiederkehrende Verletzungen zurückführte; so kam er auch für die Barons nur zu 37 AHL-Einsätzen. Dennoch verlängerten die Oilers seinen auslaufenden Vertrag im Juni 2016 erneut um ein Jahr, in dessen Folge sich Pitlick im Rahmen der Saisonvorbereitung im NHL-Kader etablierte und dort bis Ende Dezember 2016 regelmäßig zum Einsatz kam, ehe ein Kreuzbandriss die Spielzeit für ihn vorzeitig beendete.
In Folge der Verletzung verlängerten die Oilers den auslaufenden Vertrag des Stürmers nicht, sodass er im Juli 2017 als Free Agent einen Vertrag bei den Dallas Stars unterzeichnete. Im Trikot der Stars etablierte sich der Kanadier in den folgenden zwei Spielzeiten in der NHL und absolvierte in 133 Partien für die Texaner. Im Juni 2019 wurde er schließlich im Tausch für Ryan Hartman zu den Philadelphia Flyers transferiert. Nach einem Jahr in Philadelphia wurde sein auslaufender Vertrag nach der Spielzeit 2019/20 nicht verlängert, sodass er sich im Oktober 2020 abermals als Free Agent den Arizona Coyotes anschloss. Dort verbrachte er die Saison, wurde jedoch für den NHL Expansion Draft 2021 ungeschützt gelassen, sodass ihn die neu gegründeten Seattle Kraken in selbigem auswählten. Einen Tag später transferierten sie ihn im Gegenzug für ein Viertrunden-Wahlrecht im NHL Entry Draft 2022 zu den Calgary Flames. Dort war er bis Februar 2022 aktiv, als er mitsamt Emil Heineman, einem Erstrunden-Wahlrecht im NHL Entry Draft 2022 sowie einem Fünftrunden-Wahlrecht im NHL Entry Draft 2023 an die Canadiens de Montréal abgegeben wurde. Im Gegenzug wechselte Tyler Toffoli nach Calgary. Sollte sich das Erstrunden-Wahlrecht unter den ersten zehn Plätzen befinden, können die Flames sich entscheiden, stattdessen das Erstrunden-Wahlrecht des Folgejahres und ein zusätzliches Viertrunden-Wahlrecht im NHL Entry Draft 2024 abzugeben. Bei den Canadiens traf er auf seinen Cousin Rem Pitlick, erhielt jedoch über den Sommer 2022 hinaus keinen neuen Vertrag. Erst Ende Oktober fand der Stürmer in den St. Louis Blues einen neuen Arbeitgeber, die ihn ebenfalls nur ein Jahr anstellten und er anschließend im Juli 2023 als Free Agent zu den New York Rangers wechselte. Dort wurde sein auslaufender Vertrag im Sommer 2024 nicht verlängert und er schloss sich Ende September desselben Jahres den Providence Bruins aus der AHL an. Im März 2025 erhielt er bei deren NHL-Kooperationspartner einen Vertrag bis zum Saisonende, den Boston Bruins. Dort blieb er jedoch ohne Einsatz, sodass der Stürmer sich im Juli 2025 per Zweijahresvertrag der Organisation der Minnesota Wild anschloss.

## Karrierestatistik
Stand: Ende der Saison 2023/24
(Legende zur Spielerstatistik: Sp oder GP = absolvierte Spiele; T oder G = erzielte Tore; V oder A = erzielte Assists; Pkt oder Pts = erzielte Scorerpunkte; SM oder PIM = erhaltene Strafminuten; +/− = Plus/Minus-Bilanz; PP = erzielte Überzahltore; SH = erzielte Unterzahltore; GW = erzielte Siegtore; 1 Play-downs/Relegation; Kursiv: Statistik nicht vollständig)

## Familie
Pitlick ist verheiratet und Vater einer Tochter. Er ist der Neffe von Lance Pitlick, der über 400 NHL-Spiele absolvierte, sowie der Cousin von dessen Söhnen Rem und Rhett Pitlick, die jeweils im NHL Entry Draft berücksichtigt wurden.